# Hypopygiopsis tumrasvini
Hypopygiopsis tumrasvini är en tvåvingeart som beskrevs av Hiromu Kurahashi 1977. Hypopygiopsis tumrasvini ingår i släktet Hypopygiopsis och familjen spyflugor.
Artens utbredningsområde är Thailand. Inga underarter finns listade i Catalogue of Life.